# Moros i Cristians d'Ontinyent

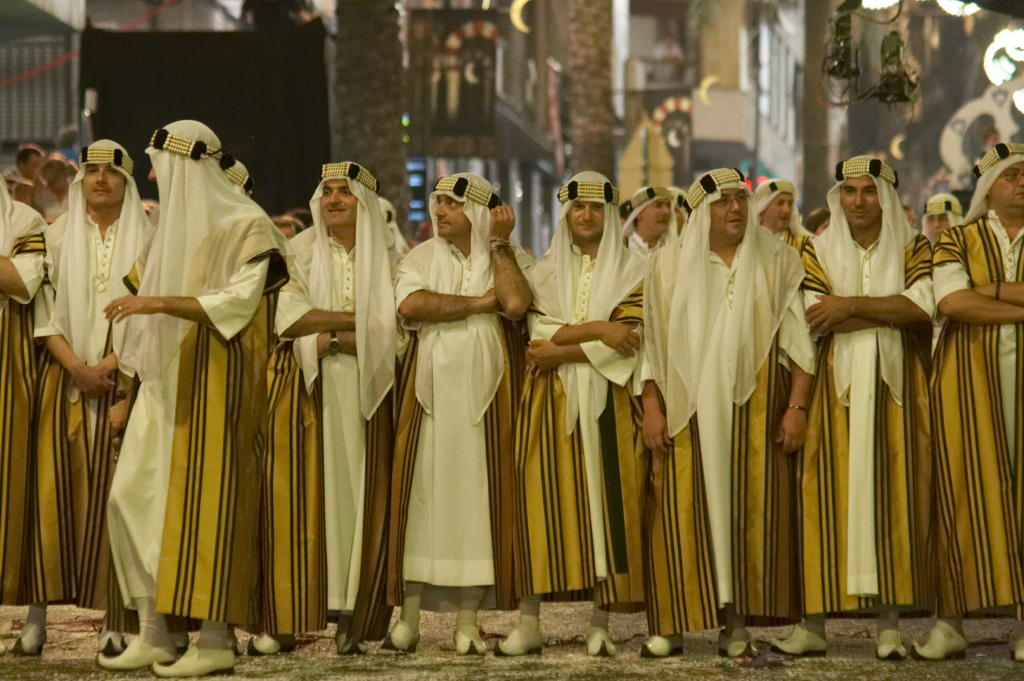
Esquadra Aladins - Comparsa Saudites d'Ontinyent 2006

Les Festes de Moros i Cristians d'Ontinyent (La Vall d'Albaida), al País Valencià son les més tradicionals i simbòliques de la ciutat que rememoren la conquesta cristiana de la vila per part del Rei Jaume I en el segle XIII.
Es celebren anualment durant el mes d'agost. Els festejos tenen el seu inici el tercer diumenge d'agost, sent els actes centrals entre el dijous i el dilluns de la quarta setmana del mes.
El format actual, de manera continuada, és de 1860. Van ser declarades Festes d'Interés Turístic l'any 1972, des del 10 de juny de 2010 està declarada d'Interés Turístic Nacional i des del 17 de setembre de 2024 son Festes d'Interés Turístic Internacional.

## Història[calcitació]
L'origen primitiu va ser la batalla de Lepant que va tindre lloc el 7 d'octubre de 1571 i de les festes lligades a la disparada i el nomenament de capitans per a la festa de la Puríssima, encara que la celebració de la soldadesca van durar poc en el temps. És en 1860 quan apareixen les primeres intencions de celebrar al mes d’agost d’eixe mateix any festejos morocristians que, amb l’exaltació de la Presa de Tetuan per les tropes espanyoles va fer que en la vila d’Ontinyent nasquera en 1860 la festa de Moros i Cristians, semblant a la que ja tenien altres poblacions properes com Alcoi, Cocentaina o Villena.
Encara que ara són cinc dies amb molts actes repartits, en els seus inicis es va configurar en tres jornades, com en els Moros i Cristians d'Alcoi. El primer any van participar set comparses: Capellans, Estudiants, Mariners i Tomasines pel bàndol cristià; Moros del Rei, Moros del Rif i Moros de Cavalleria pel bàndol moro. Es va celebrar els dies 5, 6 i 7 d'agost amb la desfilada de l'entrada, processons, missa major en honor al Santíssim Crist de l'Agonia i batalla d'arcabús. L'organització va estar a càrrec d'una Junta Directiva de festes representada pel consistori municipal, per la Parròquia de Sant Carles Borromeo i pels Llumeners, encarregats del culte religiós. La Societat de Festers del Crist de l'Agonia es funda en 1880 amb representació d'una persona de cadascuna de les comparses.
Als inicis del segle XX la festa estava consolidada i en formaven part les comparses d'Estudiants, Mariners, Tomasines i Llauradors pel bàndol cristià i Moros Marinos, Kábilas i Turcs pel bàndol moro. Un panorama molt diferent dels seus inicis. Es va crear un nou castell per a representar les ambaixades l'any 1918, que substituïa als dos anteriors que es muntaven. A l'arribada de la Guerra Civil Espanyola es va destruir la venerada talla del Santíssim Crist de l'Agonia i van deixar de celebrar-se les festes des de 1936 fins a 1938; es van recuperar a l'any següent. En la postguerra augmenta la festa i en 1950 ja participaven en el bàndol cristià les comparses d'Estudiants, Llauradors, Xurros, Mariners, Contrabandistes i Fontanos, i pel bàndol moro les comparses de Moros Espanyols, Benimerins, Kábilas, Moros Marinos, Mossàrabs i Berberiscos. A més, en els anys posteriors creix encara més la festa i es compon en 1964 la marxa mora Chimo, de José María Ferrero Pastor i es construeixen nous castells més grans per a albergar la crescuda de la festa.

## Comparses[calcitació]
Les Festes de Moros i Cristians d'Ontinyent s'organitza amb vint-i-quatre Comparses), dividides en dos bàndols, moro i cristià, a raó de dotze per exèrcit i agrupades entorn de la Societat de Festers del Santíssim Crist de l'Agonia d'Ontinyent, entitat encarregada de l'organització dels festejos. Les comparses són:

### Comparses Cristianes
- Comparsa Marineros: Fundada en 1860, és una de les comparses més antigues i fundadores de les festes de Moros i Cristians d'Ontinyent. Va ser durant molts anys la comparsa més nombrosa i d'esta van aparéixer moltes altres comparses. Celebren l'acte del Contraban amb la comparsa de Contrabandistas. La indumentària ha patit diversos canvis. El vestit actual és de 1995 i es compon de barret tricorni, capell mariner blau i mocador roig, faixí roig, pantalons blancs i les botes negres. Solen desfilar amb pales de rem. La vestimenta és purament marinera. A la comparsa de Marineros se li han dedicat diverses peces musicals com el pasdoble Als Mariners d'Ontinyent de Bernat Adam Ferrero de 1965 o la marxa cristiana Mariners d'Ontinyent composta en 1990 per Miguel Ángel Sarrió Nadal.

- Comparsa Bucaneros: Fundada en 1966 van eixir per primera vegada en les festes de 1967. Va ser constituïda per festers pertanyents a les comparses de Kábiles i Marineros. El nom prové dels pirates que assetjaven les naus espanyoles i angleses en el segle XVII. La vestimenta dels Bucaneros es compon de barret d'ala doblegada amb ploma i cinta roja, brusa blanca, pantalons negres, botes, cinturó i una bossa de cuir. Porten una capa roja i negra i en el coll penja un medalló pirata. El vestit de diari canvia la brusa blanca per una groga i manté la resta. Miguel Ángel Sarrió Nadal li va dedicar a la comparsa de Bucaneros en 1991 la marxa cristiana Bucaners d'Ontinyent.

- Comparsa Estudiants: Fundada en 1860, és una de les comparses fundadores de les festes de Moros i Cristians d'Ontinyent. La comparsa d'Estudiants va desaparéixer a la fi de la dècada de 1960 i va reaparéixer un temps després. La vestimenta historicista de la qual es compon esta comparsa és d'èpoques de Miguel de Cervantes. Els Estudiants desfilen amb grans llapis, forquetes i, fins i tot, culleres gegants de fusta, per mostrar així la seua rebel·lia juvenil dels estudiants. En 1993 Francisco José Sánchez Roca li va dedicar la marxa cristiana Estudiants d'Ontinyent.

- Comparsa Gusmans: Fundada en 1979 per Enrique Ferrero i Ricardo Gramage, que venien de la comparsa Contrabandistes. El vestit de gala fundacional predominaven els colors blanc i blau, portaven un casc amb llargues plomes. La indumentària primitiva va durar poc de temps i en 1986 es fa un canvi de vestit que perduraria fins a 2008. La segona vestimenta va canviar en 1994 i va passar a ser d'una Dalmàtica arlequinada amb quatre parts combinant colors verd i gris amb una creu roja que caracteritza esta comparsa. En 2009 Vicent Martínez i Ballester dissenya un nou vestit de gala. Es mantenen els colors roig i blanc que fan que la vestimenta tinga una aparença més guerrera i, a més, que siga més lleugera. S'elimina el casc i es torna a afegir l'arma original encara que retallada. A la comparsa de Gusmans se li han dedicat diverses marxes i pasdobles com Gusmans d'Ontinyent (1989) i Tres Gusmans (1995), dos marxes cristianes de Daniel Ferrero Silvage o la marxa cristiana "Diafebus" (1999) i el pasdoble "Jordi" (2015) de Saül Gómez i Soler.

- Comparsa Arquers: Fundada en 1968, composta inicialment per festers de la comparsa de Mossàrabs que van optar per crear una nova comparsa en el bàndol cristià. La seua vestimenta s'assemblava en els seus inicis a Robin Hood, però va ser canviada en 1986 per a donar-li un estil més clàssic de guerrers cristians. En 2004 es torna a ajustar la seua indumentària a la dels arquers del segle XIII, dels ballesters del rei  Jaume I el conqueridor, que participaven en els fets esdevinguts en la Conquesta de València. La vestimenta es basa en una túnica marró coberta per un jupetí color crema i taronja. Davall de la túnica una malla que cobreix mànegues i cames i també el cap. Es completa amb un cinturó, una bossa, esposes i coroneta de cuir, tot això decorat amb tatxes de metall. A l'esquena porten un carcaix amb fletxes i un arc, distintius dels arquers. En la túnica porten la creu original de la comparsa i unes barres diagonals en color roig, símbols de la Corona d'Aragó. El compositor alcoià Josep Maria Valls Satorres li va dedicar la marxa cristiana Arquers d'Ontinyent.

- Comparsa Cruzados: La comparsa actual de Cruzados es funda en 1973 i és el seu nucli fundacional la "Penya l'Ancora" de la comparsa de Mariners. En els seus inicis van fundar la comparsa de Mosqueters, però esta va ser rebutjada i ho van canviar a Cruzados. Esta comparsa conserva el seu vestit fundacional, dissenyat per Miguel Lapiedra, membre en aquells dies de la comparsa i estudiant de Belles Arts. En el seu vestit destaquen els colors blanc de la túnica i roig per a la capa. En la túnica porten una creu en el pit i en la capa porten un escut d'armes del llinatge dels croats brodat. Josep Maria Valls Satorres va dedicar la marxa cristiana Marxa dels Creuats a esta comparsa.

- Comparsa Contrabandistas: Fundada en 1861, és una de les comparses més antigues de la festa, va aparéixer en el segon any de les festes de Moros i Cristians d'Ontinyent. La indumentària és el vestit típic de la Serranía de Ronda famós pels genets bandolers del lloc. La vestimenta està realitzada en "panilla" o vellut negre i consta de marsellet brodat en mànegues i muscle, jupetí interior de color, saragüells brodats i amb randes, canana en la cintura i polaines de cuir o botes. També porten camisa blanca i un llaç o corbata roja. En el muscle porten una manta xeresana i mocador al cap que es cobreix amb la muntera. Les dones porten una variació d'este vestit que substitueix els pantalons per una falda i al cap un barret calanyes. Esta comparsa realitza el "Ball dels Contrabandistes" en la plaça de la Concepció el dissabte de festes. La comparsa té nombroses peces musicals dedicades com la marxa cristiana Els Contrabandistes (1988) de José María Valls Satorres, el pasdoble "Ignacio Contrabandista" (1998) i la marxa cristiana "Ambaixadora Contrabandista de Miguel Ángel Sarrió Nadal o la fanfàrria *Ball dels Contrabandistes d'Enrique Orquín Aleixandre composta en 2004.

- Comparsa Fontanos: Fundada en 1940, encara que va haver-hi intent de fundar-se anteriorment, però es van veure truncats per esclatar la Guerra Civil Espanyola. La comparsa representa als primers pobladors cristians de la ciutat. El nom de Fontanos basant-se en la creença que antigament la població es deia Fontinent. Esta comparsa porta en el seu vestit l'escut del municipi. La primera vestimenta estava inspirada en l'època de la Reconquesta. El vestit de gala es componia d'una bata blanca amb sanefes verdes voltant, sobre el pit la creu roja que presidia les lluites dels cristians en les croades contra els fills de Mahoma. Portaven una capa blava representant l'aigua de les terres, com a ben preuat. L'arma era una espasa i una característica maça, de combat en les lluites cos a cos contra les hosts mahometanes. El cap es cobria amb un casc redó. Portaven corretjams creuats en el pit i sandàlies marrons amb calces blaves. Més tard es va canviar la túnica blanca per una de color gris. Al llarg dels anys ha canviat amb diversos tipus de cascos i armes, però el vestit de gala sempre ha sigut fidel als colors inicials, el blanc i el blau, els colors que també identifiquen la patrona de la ciutat, la Immaculada Concepció. El vestit de gala que s'utilitza en l'actualitat consisteix en una túnica blanca i blava fins als genolls amb l'escut de la ciutat brodat en ell. Sobre els muscles porten una cota de malla que cobreix també el cap i damunt d'ella una corona metàl·lica amb l'escut de la Orde de Montesa. La creu d'esta orde apareix brodada també en la capa que porten a l'esquena. El vestit es completa amb unes botes de cuir negre un cinturó amb bossa del mateix material combinant-se de detalls metàl·lics. L'arma és una espasa amb motius de la ciutat. El vestit de diari canvia la túnica blanca per una verda amb l'escut de la ciutat en el pit i una capa blanca sense escut. No porta casc i manté les botes, el cinturó amb bossa i la Cota de malla. Esta comparsa va lluitar per a la incorporació de la dona en la festa amb la primera esquadra de dones en 1989 i també per la recuperació del Ball dels Cavallets. A esta comparsa se li va dedicar en 1999 la marxa cristiana Fontanos d'Ontinyent' del compositor Enric Gironés Penadés.

- Comparsa Almogàvers: Fundada en 1974, desfila en les festes de 1975 per primera vegada. El nom prové dels almogàvers que van lluitar al costat del Rei Conqueridor. La vestimenta és original de José María Reig Valls, membre de la comparsa i ha patit poques modificacions. Es compon d'una túnica de vellut roig amb mànegues curtes rematades amb terminacions en negre. En el pit porten una àguila amb les quatre barres de la corona d'Aragó, un cinturó de cuir i una capa de vellut negra amb galó d'or, la capa està folrada en blanc. Porten també botes, polseres de cuir i un casc amb plomes. El segon vestit es va canviar en 1985, amb un disseny de Jordi Arrué, membre de la comparsa, en el qual es respecten els colors beix i marró i s'incorpora la flor de lis i la capa. Des de la seua fundació la banda del El Palomar acompanya esta comparsa. José María Valls Satorres va dedicar en 1986 la marxa cristiana "Desperta Ferro!".

- Comparsa Asturs: Fundada en 1983. El seu primer acte va ser l'Ofrena de flors a la Puríssima d'eixe any i és la comparsa més jove de les festes. Es forma a partir de la marxa de la "Penya El Trabuc" de la comparsa Chanos del bàndol moro, es va intentar recuperar l'antiga comparsa desapareguda de Xurros, però va ser denegada per la Junta de Festes per no ser una comparsa que puga entrar en el context històric de la festa. Van canviar el nom a Asturs per fer referència explícita a eixe poble del nord de la península Ibèrica amb la figura de Pelai d'Astúries i la batalla de Covadonga. El disseny original de gala va ser de Flor Azorín i va patir dos modificacions posteriors, en 2001 s'allarga la dalmàtica i, en 2012, s'elimina el casc per una boina negra amb l'escut brodat. En 2022 es modifica finalment la vestimenta de gala i es manté l'essència de l'anterior vestit, però buscant un aire més guerrer. Va ser dissenyat per Joan Vicent Martínez i Ballester. Consta de malles negres, dalmàtica negra baix i peto blanc a dalt, castellets característics de la comparsa en la falda i les mànegues i rematats amb detalls daurats. En el pit porten brodada la creu d'Astúries i en els muscles uns cadenats. Porten un escut encunyat amb la creu d'Astúries a l'esquena, una destral com a arma i punys, botes, cinturó de cuir negre i una bossa. La vestimenta de diari és de color beix, caputxa amb fons negre. Manté les mateixes botes, el cinturó i la bossa de la vestimenta de gala. En 2022 se li va canviar la creu que portaven en el pit per la creu d'Astúries, igual que en la vestimenta de gala. Miguel Ángel Sarrió Nadal li va dedicar  la marxa cristiana "Dama Astur" en 1991 i la marxa cristiana "Asturs d'Ontinyent" en 1995.

- Comparsa Llauradors: Fundada en 1883. La vestimenta, tant de gala com de diari, té relació amb la vestimenta popular del camp valencià en els segles segle XVIII i segle XIX. El vestit consta de jupetí de "panilla" o vellut negre brodat i pantalons de vellut negre, una faixa roja, lligues roges, manta en el muscle i mocador en el coll. Calcen espardenyes de careta i porten brusa. En la segona vestimenta el jupetí és estampat i els pantalons negres se substitueix pels saragüells característics. En 1991 la comparsa va recuperar el Ball dels Llauradors', ball que, juntament amb les altres comparses, recorria els carrers del poble abans de la Guerra Civil. Este ball es dansa el divendres anterior a la setmana de festes pels carrers d'Ontinyent. També van recuperar en 1990 el repartiment de versicles la Nit de l'Alardo, en els quals s'anomenen els components de la comparsa i signats per la Granota del Pou del Canyís. A partir de 2022 els escriu conjuntament amb La granoteta del Pou de l'Olleta. Miguel Ángel Sarrió Nadal li va dedicar en 2005 la marxa cristiana "De la Foia al Maset".

- Comparsa Cides: Fundada en 1975 per membres de la comparsa de Mariners. Inicialment s'anava a dir Conqueridors. La vestimenta va ser idea de Luis Delgado Rojas, membre fundador de la comparsa, que es va cenyir als cànons de guerrer cristià i va introduir alguns elements valencians referents al rei Jaume I, com l'escut. L'any 2007 van canviar el casc per una coroneta metàl·lica i la dalmàtica es va modificar per suprimir les malles de les cames. En el seu 25 aniversari Jesús Barberá Fontana li va dedicar la marxa cristiana "Saiyid".

### Comparses Mores
- Comparsa Taifas: Fundada en 1975 per dos grups de membres de les comparses Mariners i Saudites que van decidir fundar una nova comparsa jove. El disseny de gala va ser de Fernando Cambra. La vestimenta consta de turbant blau i blanc, túnica blava amb brodats en or, capa blanca amb brodats en or, faixa de colors blau, blanc i or, babutxes blaves amb calcetins blancs. La roba de diari és una gel·laba blava celest i babutxes blaves, barret de fes en blau i bossa de cuir. A la comparsa se li van dedicar dos marxes mores, Opus 14 de Rafael Benavent Maiques i Taifes 98 de Daniel Ferrero Silvage.

- Comparsa Mossàrabs: Fundada en 1948 per un grup d'amics d'altres comparses. Amb el pas del temps s'ha convertit en la comparsa més nombrosa de les festes. El vestit de gala de la comparsa es compon d'un fes roig amb turbant blanc estil venecià i una bata blanca fins a mitja cama que es cobreix amb un jupetí blau amb rivets grocs, adornat amb dos llunes daurades davant i una posterior. El completa una faixa blava a ratlles roges i grogues amb dos serrells trenats que pengen de les cames i una capa ratllada blanca i marró amb caputxa. El vestit s'adorna amb collaret i braçalets metàl·lics daurats, sarró de cuir i una espingarda de fusta i metall en el muscle. El calçat són sabates blaves amb empenya groga adornada i calcetins blancs alts. El vestit de diari consta de gel·laba blanca amb franges verticals marrons amb caputxa, un fes roig, sarró de cuir, babutxes blanques de punta alta i calcetins blancs alts. La marxa mora Els Mossàrabs de Francesc Cerdà Albiñana està dedicada a esta comparsa.

- Comparsa Mudéjares: Fundada en 1975 per membres d'altres comparses com Omeies o Kábilas i gent que no pertanyia al món de la festa. El vestit de gala va ser dissenyat per Fernando Cambra, membre d'esta comparsa. Consisteix en un saial o gel·laba de gerga-gavardina de color os, una capa de fibra sintètica de color verd amb un dibuix àrab mudèjar en la caputxa ampla i que cau sobre l'esquena, un capell en forma de turbant de fibra sintètica i seda, i li penja un vel negre de gasa. Les babutxes són apuntades en verd viu amb filigranes. Com a vestit de diari es va adoptar la gel·laba de setí, amb teixit de fibra sintètica i cotó i és a ratlles marrons i cru. El calçat són unes babutxes apuntades marrons llises rematades amb fes de color taronja i bossa de pell. José María Ferrero Pastor va compondre l'any de fundació la marxa mora Mudèjars d'Ontinyent dedicada a esta comparsa.Banderí.

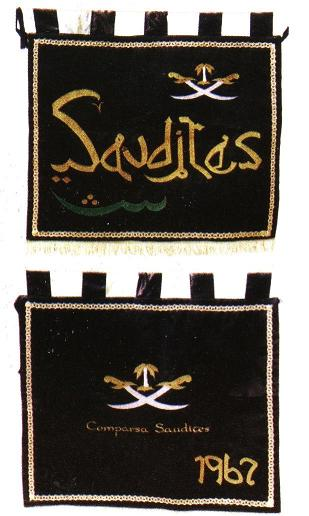
Banderí.

- Comparsa Saudites: Fundada en 1967 amb festers de la comparsa Mossàrabs. Entre els fundadors es troba el compositor José María Ferrero qui va dedicar la marxa mora Sauditas, que va obtindre el tercer premi en el concurs de composició de música festera d'Alcoi en 1969, sota el lema Rub Al-Khali. La vestimenta original no ha patit canvis pràcticament i s'inspira en una que van aconseguir a Kuwait. Constava de bata blanca, capa negra amb dos palmeres brodades i un turbant de cordó i fil d'or. Sobre eixe model es va fer una adaptació substituint la capa negra per un a abric de tela amb franges daurades i es va afegir un sabre, una espasa de fusta pintada de purpurina, que es va mantindre durant dos anys. Eixe vestit primitiu va ser alterat en 1981 per la dificultat de trobar tela daurada per a l'abric. El segon vestit o vestit de diari consta de gel·laba grisa amb cordó roig, el mateix color que té el barret de fes, sabates blanques de punta i bossa de cuir.

- Comparsa Moros Espanyols: Fundada en 1920 per un grup de festers de la comparsa Kábilas. El vestit original va ser modificat en 1982 respectant els colors de l'anterior. Porten una túnica blanca amb motius geomètrics en marró, capa-abric en to marró i passamaneries i motius en or, bossa multicolor i turbant blanc, verd i roig. Des de la seua fundació s'han utilitzat quatre models diferents de gel·laba. El model actual per a la segona vestimenta mostra ratlles verticals de color marró, roig i blanc. La comparsa desfila amb la banda de música de la Pobla Llarga. En 1944, José Pérez Ballester li va dedicar la coneguda marxa mora Moros Espanyols.

- Comparsa Kábilas: Fundada en 1860, any fundacional de les festes de Moros i Cristians d'Ontinyent. Anteriorment, es deia Moros del Rif i va canviant el nom en 1878 a Kábilas. Després del seu nom inicial, durant un temps també van ser anomenats Rifeños. La vestimenta ha tingut canvis al llarg del temps;  en l'actualitat, dos vestits oficials com en totes les comparses, el de gala i el de diari. El vestit de gala està compost per una capa i una gel·laba blanques, amb cordons i borles del mateix color, sabates blanques capell tipus fes roig i bossa de pell. El de diari està compost per una gel·laba ratllada sense importar el color, unes sabates verdes, capell fes roig i bossa de pell. Desfilen amb la Banda Instructiva Musical de Alfarrasí. José María Ferrero Pastor va dedicar la marxa mora El Kábila en 1965 al fester i amic de l'autor Francisco Martínez Abellán. També va dedicar a esta comparsa la marxa Chimo un any abans.

- Comparsa Abencerrajes: Fundada en 1980. Pateix un increment de participació en 1986 quan membres d'altres comparses com Mariners, Almogàvers i Estudiants es van apuntar a la comparsa. Des de llavors, la comparsa ha continuat creixent i és una de les més nombroses. El disseny del vestit és de Flor Azorín i es compon de colors blanc, negre i daurat. Porten una gel·laba que combina ratlles verdes, negres i blanques.

- Comparsa *Benimerins: Fundada en 1947. En un principi anaven a dir-se Tuaregs, però els van instar a triar altres noms i es van decantar pel de Benimerins. La vestimenta és d'estil clàssic otomà, una cosa no habitual en les comparses d'Ontinyent. Està format per un jupetí, bombatxos, faixa groga, capa elegant, turbant, llança i babutxes. Les peces de la vestimenta es van triar amb diferents peces d'altres vestits de la Roperia de la Viuda de Trelis d'Alcoi i no ha patit canvis des de la seua creació. La gel·laba de diari va substituir en les festes de 1969 a l'antic vestit de disparar fet de cotó i en el seu disseny s'inclouen ratlles verticals amb els colors del vestit de gala, en el qual destaca el roig, blau, verd, groc i blanc. Des de 1980 esta comparsa és acompanyada per la Societat Instructiva Musical de Alfafara. Daniel Ferrero Silvage els va dedicar en 1991 la marxa mora Benimerins,  la més utilitzada per esta comparsa per a l'Entrada.

- Comparsa Omeyas: Fundada en 1970 per membres de la comparsa Moros Espanyols. La vestimenta actual de gala va ser modificada dos vegades, en 1979 i en 1990, encara que s'assemblen a l'original. El motiu va ser que la tela amb la qual es feia es va esgotar. La gel·laba combina el verd, el blau i el daurat. El vestit es complementa amb una capa blanca, sabates grogues i una bossa confeccionada amb teixit jacquard. La vestimenta de diari consta de gel·laba rosa fúcsia, barret de fes, sabates blaves i la bossa de cuir.

- Comparsa Chanos: Fundada en 1918 per components de la comparsa Llauradors. El vestit primitiu era d'estil turc, jupetí i bombatxos rojos, camisa marró i turbant entrellaçat rematat amb una ploma. El vestit original es manté, encara que amb xicotetes variacions fins a 1990, any en què es canvia per complet la vestimenta, en la qual predominen els colors blanc, blau i daurat. Els Chanos van participar de les festes fins a 1935 i es van recuperant com a comparsa en 1957. En la refundació van desfilar amb la Societat Unió Musical de la La Canyada. Després ho han fet amb l'Ateneu Musical de Rafelguaraf, l'Agrupació Musical de Montaverner i, actualment, amb la Unió Artística Musical d'Ontinyent.

- Comparsa Moros Marinos: Fundada en 1865. Els Moros Marinos es basen en una flota sarraïna que combatia contra la marinera cristiana en combats navals de les aigües del riu Clariano amb una fragata anomenada Almanzor, en record del temible i victoriós guerrer Abu-Àmir Muhàmmad ibn Abi-Àmir al-Maafirí. Adquirida possiblement amb els fons aportats pels integrants de la Junta Directiva de Festes, del Casino "El Porvenir" o dels membres de la mateixa filada. La nova comparsa de Moros Marinos va haver d'esperar un any a participar en les festes per una epidèmia de còlera morbo. La seua vestimenta a l'estil turc portava pales de fusta. La comparsa estava composta per gent d'alt poder econòmic i del partit conservador. Encara que ara desfilen amb marxes mores i pasdobles en les dianes i l'entrada, antigament ho feien amb marxes militars. La comparsa té una marxa mora de Luis Buades Roca amb el nom "Moros Marinos", de la qual es desconeix l'any de composició.

- Comparsa Moros Berberiscos: Fundada en 1920. Comparsa fundada pel gremi de sabaters locals. El primer esbós de vestimenta el va fer l'artista Carlos Tormo «Carlets». Esta vestimenta no ha patit grans canvis. Consta de dalmàtica blanca amb serrell marró i passamaneries, faixa ampla en color verd i barret a manera de turbant amb capelina. Porten una capa i les sabates de color verd. Este vestit es complementa amb l'espingarda i els tradicionals ferros en el collaret i en els braçalets. La roba de diari és una gel·laba a ratlles sobre fons gris i barret fes. A esta comparsa José María Ferrero Pastor li va dedicar la marxa mora El Berberisch en 1961.

## Actes

### Publicació[calcitació]
Té lloc l'últim dissabte del mes de juny i es tracta de l'anunci de la festa per excel·lència.
En el transcurs de l'acte, els capitans, ambaixadors i banderers de l'any anterior entreguen el testimoni (arma, pergamí i bandera respectivament) als seus homònims del present, i els portaguions (encarregats de portar l'estendard de la seua comparsa) reben la medalla que els acredita com a tal.
En este acte, es presenta de forma pública el cartell de festes de l'any en qüestió, imatge creada per a l'ocasió per un artista de reconegut prestigi de la localitat.
Finalitza l'acte amb un discurs del president de la Societat de Festers, entitat encarregada d'organitzar els festejos, que tanca el seu parlament amb l'esperada frase: Dames i cavallers: Estem en Festes!” indicant amb ella que enguany se celebraren festes.
Amb este acte s'anuncia la proximitat de la Festa. Antigament, que per motius d'epidèmies i d'incerteses polítiques i de guerra, la celebració de la festa va ser en algun moment inestable, la publicació no era un dia de festa sinó l'anunci públic que eixe any hi hauria festes i que les comparses que hi prengueren part -i només eixes- serien les que participarien en les festes que amb este acte s'iniciaven.

### Missa de Difunts i Esmorzar de la Llàgrima[calcitació]
Té lloc el tercer diumenge del mes d'agost.
Este acte va nàixer en 1956, quan, després de l'esmorzar per la inauguració de la reforma de l'edifici de la Societat de Festers, se li va concedir a Daniel Gil, President de la Societat, el nomenament de president perpetu de l'entitat.
Es tracta d'un acte únic en les festes de Moros i Cristians de qualsevol part del món, en el qual es passa de la tristesa a l'alegria en qüestió de segons, atés que es comparteix la tristesa per la pèrdua dels morts, però també l'alegria pels càrrecs d'enguany, que són nomenats oficialment amb la imposició d'insígnies a capitans, banderers i ambaixadors. També s'entregaran distincions als festers mereixedors d'un reconeixement públic a través del Primer Tro d'Honor o les insígnies de plata.
S'inicia amb una missa en sufragi de les festeres i festers difunts en l'ermita de Santa Anna, on mora durant tot l'any el Santíssim Crist de l'Agonia, patró dels Moros i Cristians d'Ontinyent .
A continuació, els assistents es traslladen a la Societat de Festers, on té lloc l'Esmorzar de la llàgrima, en el qual després d'esmorzar, el president de la Societat de Festers rendeix un homenatge amb sentides paraules de record a cadascun dels festers i festeres morts durant l'any. A continuació, s'imposen les medalles acreditatives a cadascun dels càrrecs (Capitans, Ambaixadors i Banderers) i Primers Tro'.
Per este acte tan autèntic i entranyable s'han iniciat els tràmits per a ser declarat Bé d'Interés Cultural (BIC) a instàncies de la Societat de Festers.

### Concurs infantil de caps i esquadres[calcitació]
Té lloc el dilluns següent al tercer diumenge del mes d'agost.
Este acte va nàixer en 1984 per a premiar la destresa de les xiquetes i dels xiquets fent de cap d'esquadra. Participa un xiquet o xiqueta per cadascuna de les comparses, abillat amb el seu vestit de gala.
En els seus primers anys, es va celebrar en la plaça Latonda, just davant de l'edifici de la Societat de Festers, però prompte (degut entre altres aspectes a la gran afluència d'espectadors) es va traslladar a la plaça Major.

### Entrada de Bandes de Música[calcitació]
Té lloc la vesprada del dijous següent al tercer diumenge del mes d'agost.
Durant més de dos hores, els músics i les bandes desfilen amb pasdobles pels carrers Gomis i Mayans d'Ontinyent en un emocionant concert itinerant. Les agrupacions de les diverses comparses morocristianas es visten amb les seues millors gal·les, desplegant un ritme frenètic que culmina en la Plaça Major, que s'ompli gradualment durant l'esdeveniment.
La competència es mescla amb la unió, ja que en l'Entrada de Bandes de música es poden escoltar peces musicals difícils, recents, poc conegudes i fins i tot inèdites. El nivell de les partitures i les actuacions és cada vegada més notable a mesura que avançava l'esdeveniment.
La Societat de Festers del Santíssim Crist de l'Agonia, entitat organitzadora de l'acte, va introduir un concurs, dotat de premis econòmics per als seus guanyadors. Les bandes oficials de cada comparsa es divideixen en dos seccions de competició per a garantir l'equitat. La competència compta amb bandes de música que tenen més de 35 músics en la seua formació i altres amb menys de 35 components. Al llarg del recorregut, un jurat especialitzat avalua a les formacions musicals tenint en compte la dificultat, afinació, sonoritat, interpretació i uniformitat. La puntuació màxima que una banda pot obtindre és de 200 punts.
Una vegada que totes les bandes de música es troben en la plaça Major, s'interpreta conjuntament la marxa mora Chimo, declarada en 2014 himne oficial de les festes de moros i cristians d'Ontinyent. Per a l'ocasió, la Societat de Festers, encarrega la direcció d'esta interpretació conjunta a un director o directora de reconegut prestigi
Esta part de l'acte va nàixer com un homenatge espontani al seu compositor, José María Ferrero en 1987, any de la seua defunció en un tràgic accident de trànsit. S'ha convertit sens dubte en una part essencial de la programació que inicia els dies més importants dels Moros i Cristians. Es tracta d'un acte singular a Ontinyent, en el qual l'entitat organitzadora esta treballant pel reconeixent del seu valor i significat cultural.

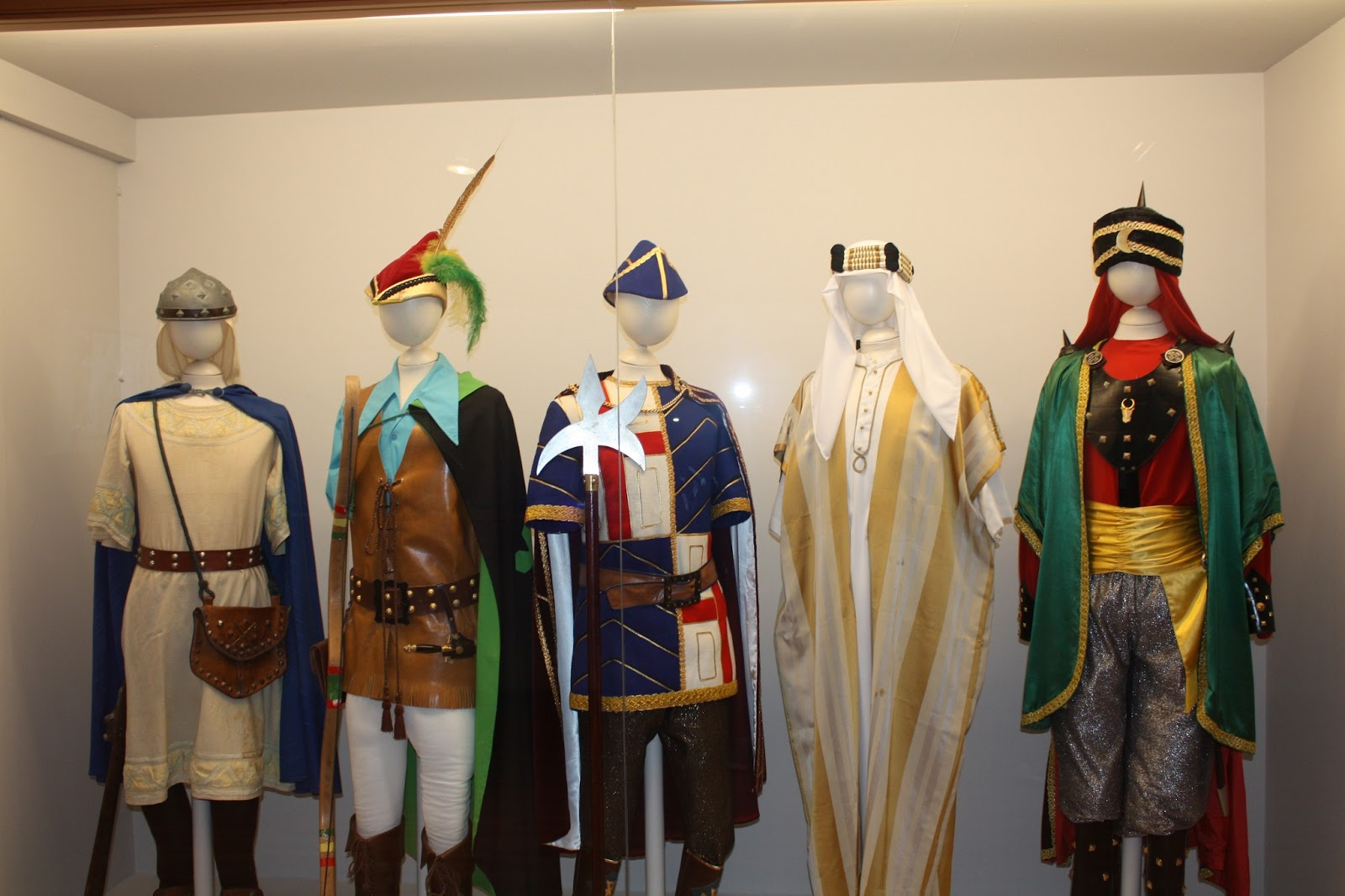
Antics vestits festers en el museu.

Per a tots aquells que no poden gaudir-ho en directe, poden fer-ho en el Museu Fester, mitjançant un projecte audiovisual que permet una immersió en la interpretació conjunta que realitzen les formacions musicals que participen en les Festes de Moros i Cristians d'Ontinyent. Es tracta d'una iniciativa que fa possible traslladar-se a la Plaça Major i situar-se al mig, en el moment en què s'està interpretant 'Chimo', l'himne de les Festes d'Ontinyent.

### Desfilada d'Alardos
Té lloc la nit del dijous següent al tercer diumenge del mes d'agost.
Antigament, les comparses es reunien els dissabtes pròxims a les festes a la casa de camp d'algun dels seus components per a  sopar el que ells mateixos preparaven. Ben entrada la nit, irrompien als carrers de la ciutat acompanyant-se de guitarres, panderos, tapes de casseroles i qualsevol cosa capaç de simular un instrument musical i realitzaven una improvisada desfilada lluint un barret de palla al cap i una canya a la mà.
En la dècada dels 60, es van agrupar totes les comparses en una única desfilada prèvia al dia de les Entrades Cristiana i Mora. El barret i la canya van ser substituïts per altres peces que pretenien ser una disfressa, per a arribar a ser, hui dia, una sana competència per veure qui aconsegueix la disfressa més jocosa o més impactant; representant allò que està més de moda i una crítica sobre temes d'actualitat.

### Entrada Infantil

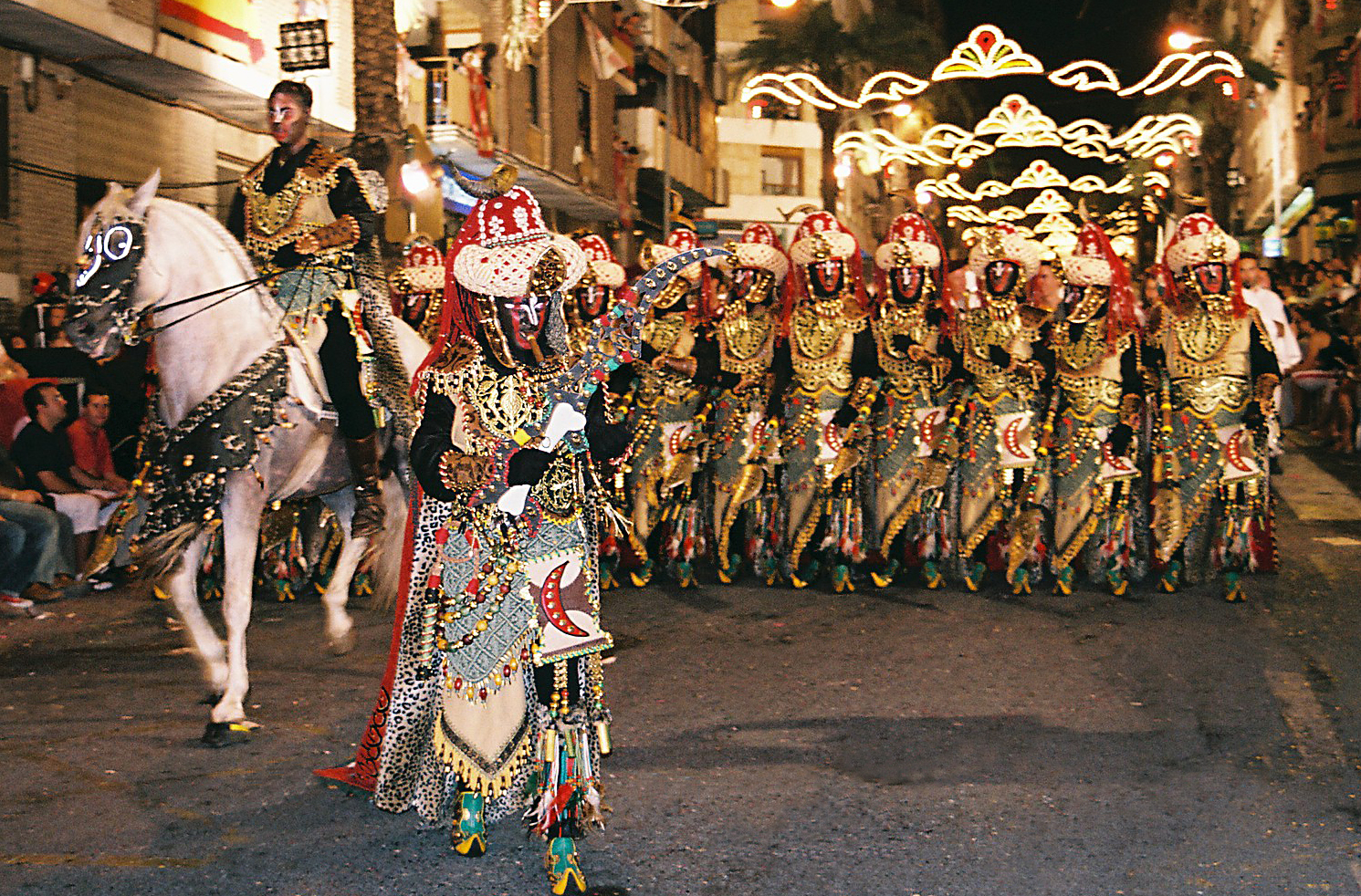
Capitania Mora Comparsa Kábilas. 2005.

Té lloc el divendres següent al tercer diumenge del mes d'agost.
Este acte s'instaura l'any 1985, a causa de la proliferació de gran massa festera de components menors de catorze anys, i a l'arrelament de la Festa a la ciutat, es decideix canalitzar la participació dels més xicotets en la Festa, és este acte eminentment infantil.

### Entrada Cristiana i Entrada Mora[calcitació]
Té lloc el divendres següent al tercer diumenge del mes d'agost.
L'Entrada Cristiana comença a mitjan vesprada, i l'Entrada Mora ja caiguda la nit.
És l'acte més multitudinari i més vistós de totes les festes. Transcorre per les avingudes de l'Almaig i de Daniel Gil, voreja la glorieta de Moros i Cristians, i finalitza en la Plaça de la Concepció. Malgrat l'amplitud de l'itinerari, flanquejat per tribunes i cadires, aquest es queda xicotet per a acollir a la gran quantitat d'espectadors que, vinguts de tot arreu, contemplen el pas de les 24  comparses.
És l'acte que més esforços requereix per part de tots. Les comparses desfilen amb el seu vestit de gala, però, a més, en cadascuna d'elles també pren part una o més esquadres amb vestit singular o negre, realitzat per a l'ocasió, la qual cosa li confereix un major colorit i exotisme, amb vestits que només van existir en la imaginació dels seus dissenyadors.

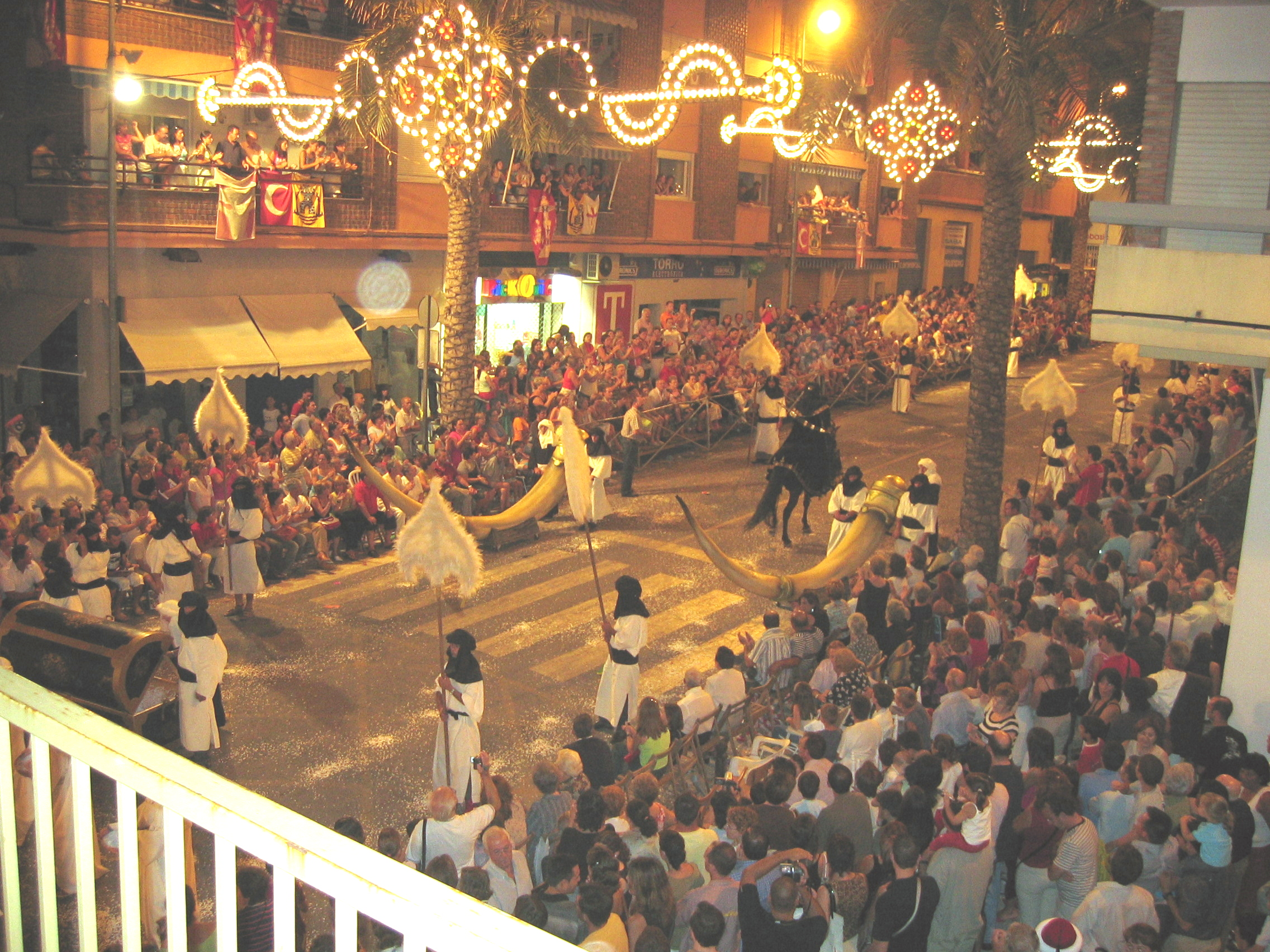
Capitania Mora Comparsa Abencerrajes. 2004.

Cadascuna de les dues Entrades està encapçalada per la comparsa que cada any li correspon el càrrec de capità, mentre que, tancant l'acte, desfila la comparsa que ostenta els càrrecs d'ambaixador i banderer del seu bàndol.
Les quatre comparses amb càrrec treballant de valent durant dos o tres anys abans per poder oferir al públic el millor amb teles, metalls, brodats, coreografies, composicions musicals, dissenys, confecció, ballets, carrosses, animals, maquillatge, armes, aigua, foc, que, a mesura que avancen en la seua desfilada amb una gran ostentació, van recreant i interpretant una història; una història que capta l'atenció de l'espectador i fa que se senta immers en ella.
Una especular desfilada que difícilment pot ser explicat amb paraules. Cal veure'l. I cada any és diferent.

### Diana del Dissabte[calcitació]
Té lloc en el matí del dissabte anterior al quart diumenge del mes d'agost.
La desfilada arranca d'hora, com el seu propi nom indica per a despertar la població. Inicia la desfilada el bàndol cristià amb l'orde preestablit per a l'any en qüestió.
Els festers visten el segon vestit (també denominat de diari), i les bandes de música que els acompanyen interpreten els compassos de pasdobles dianers.

### Contraban
Té lloc en el matí del dissabte anterior al quart diumenge del mes d'agost.
En l'acte data de l'any 1871 i participen les comparses de Mariners i Contrabandistes.
Els Contrabandistes intenten passar el contraban, que porten en les alforges dels seus cavalls o en els seus carros, mentre que els Mariners tracten d'impedir-li-ho.
L'acte transcorre pels carrers de Gomis i Mayans, totes dues comparses van disparant els seues trabucs i arcabussos, produint-se tres alts, en els quals intercanvien unes frases, fins a la Plaça Major que el parlament finalitza amb els Mariners al castell i els Contrabandistes al peu d'este.
El text emprat és d'autor anònim; replet de fanfarronades i fatxenderia; tot en to jocós.
S'han iniciat els tràmits per a ser declarat Bé d'Interés Cultural (BIC) a instàncies de la Societat de Festers.

### Baixada del Santíssim Crist de l'Agonia
Té lloc en la vesprada del dissabte anterior al quart diumenge del mes d'agost.
La Baixada del Santíssim Crist de l'Agonia és una celebració religiosa anterior al naixement de la festa moro-cristiana de l'època moderna. És continuadora d'una tradició secular, quan els soldats d'Ontinyent en època foral acompanyaven amb salves de pólvora la patrona. Malgrat la seua antiguitat, és un dels actes que menys variacions ha experimentat al llarg de la història dels moros i cristians des de 1860, en el qual els festers i devots traslladen la venerada imatge del Santíssim Crist de l'Agonia des de l'ermita de Santa Anna a la Real Parròquia de Sant Carles.
Els festers i festeres de les 24 comparses desfilen amb el vestit de diari mentre s' interpreten marxes processionals. Inicia la desfilada les comparses de l'Exèrcit Moro.
Este acte es va declarar bé d'interés cultural immaterial. mitjançant DECRET 4/2019, de 18 de gener, del Consell 4 La declaració està inscrita en la Secció Primera de l'Inventari General del Patrimoni Cultural Valencià.

### Diana de Gala[calcitació]
Té lloc en el matí del quart diumenge del mes d'agost.
La desfilada arranca després de celebrar una missa de campanya en el punt on s' iniciarà posteriorment la desfilada (en l'encreuament entre els dos carrers que porten per nom el de dos presidents de la Societat de Festers, l'avinguda Daniel Gil i el carrer Salvador Tormo). En esta ocasió l'obrirà el bàndol moro amb l'orde preestablit per a l'any en qüestió.
Els festers visten el vestit de gala de la seua respectiva comparsa i les bandes de música que els acompanyen als compassos de pasdobles dianers.
Els Capitans, Ambaixadors i Banderers, tenen l'honor d'arrancar la diana, és a dir, iniciar la desfilada al segon fort del pasdoble triat prèviament per a l'ocasió.

### Missa Major[calcitació]
Té lloc a les 12 h del quart diumenge del mes d'agost, en la real parròquia de Sant Carles, davant de la venerada imatge del Santíssim Crist de l'Agonia.
Es tracta de l'acte religiós més destacat de les Festes de Moros i Cristians, consisteix en una missa solemne en honor al Santíssim Crist de l'Agonia en la qual s'interpreta l'antífona escrita per a l'ocasió pel pare Vicente Pérez Jorge i la música composta en 1917 pel compositor de la localitat Rafael Martínez Valls, autor també de l'himne al Santíssim Crist de l'Agonia i el Cant al Morenet, amb música de Saül Gómez i lletra de Manolo Requena.

### Processó de Gala[calcitació]
Té lloc en la vesprada del quart diumenge del mes d'agost.
S'inicia des de la plaça de Santo Domingo, i finalitza en la real parròquia de Sant Carles. Inicia la processó el bàndol moro, encapçalat per la comparsa que ostenta la capitania mora i seguint el rigorós orde preestablit per a l'any en qüestió.
Com el seu nom indica, les comparses llueixen el seu vestit de gala, algunes no porten arma i altres porten nards en les seues armes. Les bandes de música interpreten marxes de processó (escrites expressament per als actes religiosos de la festa de moros i cristians).
Una singularitat respecte a altres localitats és que no es desfila en una filera a cada costat al llarg de l'itinerari, sinó que, tant en la processó de la baixada de Santíssim Crist de l'Agonia com en esta, es forma en esquadra i portant el pas que marca la banda de música.

### Ambaixades del Moro i del Cristià

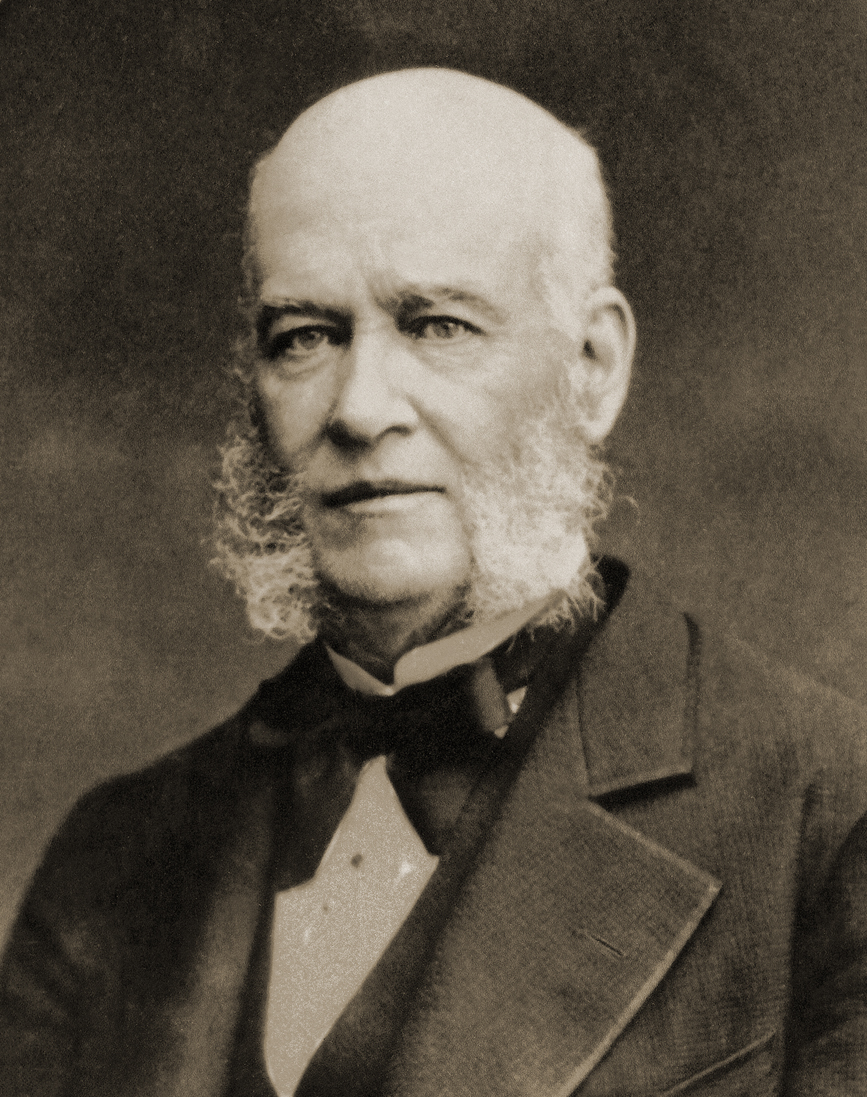
Joaquim Josep Cervino i Ferrero

Té lloc el dilluns següent al quart diumenge del mes d'agost.
Al matí, a les 12 h. en la plaça Major, l'ambaixada mora, a la vesprada a les 18 h. en la mateixa plaça, l'ambaixada cristiana. Prèviament, a les 11h i a les 17h. respectivament, arranca una batalla d'arcabusseria entre els dos exèrcits.
Les Ambaixades del Moro i del Cristià conserven els alardos d'època foral. Són una representació simbòlica de l'enfrontament entre les dos cultures, una lluita que acaba amb l'agermanament dels dos bàndols. El text de les Ambaixades del Moro i del Cristià va ser escrit per l'escriptor romàntic Joaquim Josep Cervino i Ferrero en 1860.
Este acte es va declarar bé d'interés cultural immaterial. mitjançant DECRET 4/2019, de 18 de gener, del Consell La declaració està inscrita en la Secció Primera de l'Inventari General del Patrimoni Cultural Valencià.